# بياتريس من ريثيل

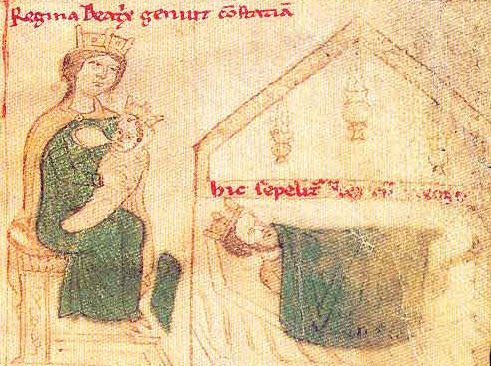
بياتريس وابنتها كونستانس إلى جانب روج الثاني محتضرًا

بياتريس من ريثيل (تقريبًا 1130/1132 - 30 مارس 1185) كانت نبيلة فرنسية وثالث ملكة على صقلية والزوجة الثالثة لروجر الثاني ملك صقلية، وفضلاً عن ذلك هي ابنة شقيقة بالدوين الثاني ملك البيت المقدس.